# Lista samochodów Honda
Lista samochodów Honda – pełna lista modeli produkowanych przez japoński koncern motoryzacyjny Honda Motor Company od początku istnienia, czyli 1948 roku.

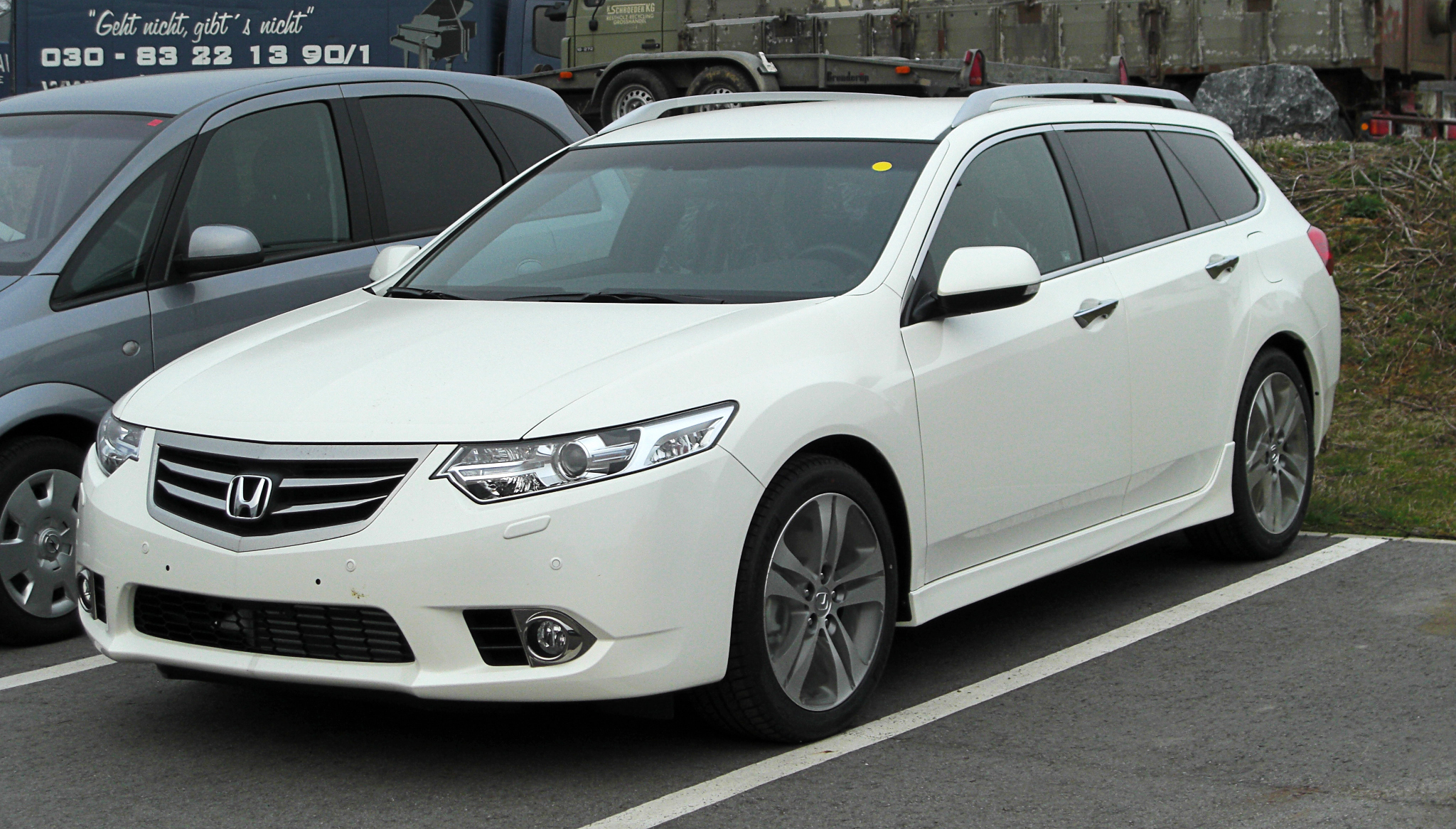
Honda Accord (2011)

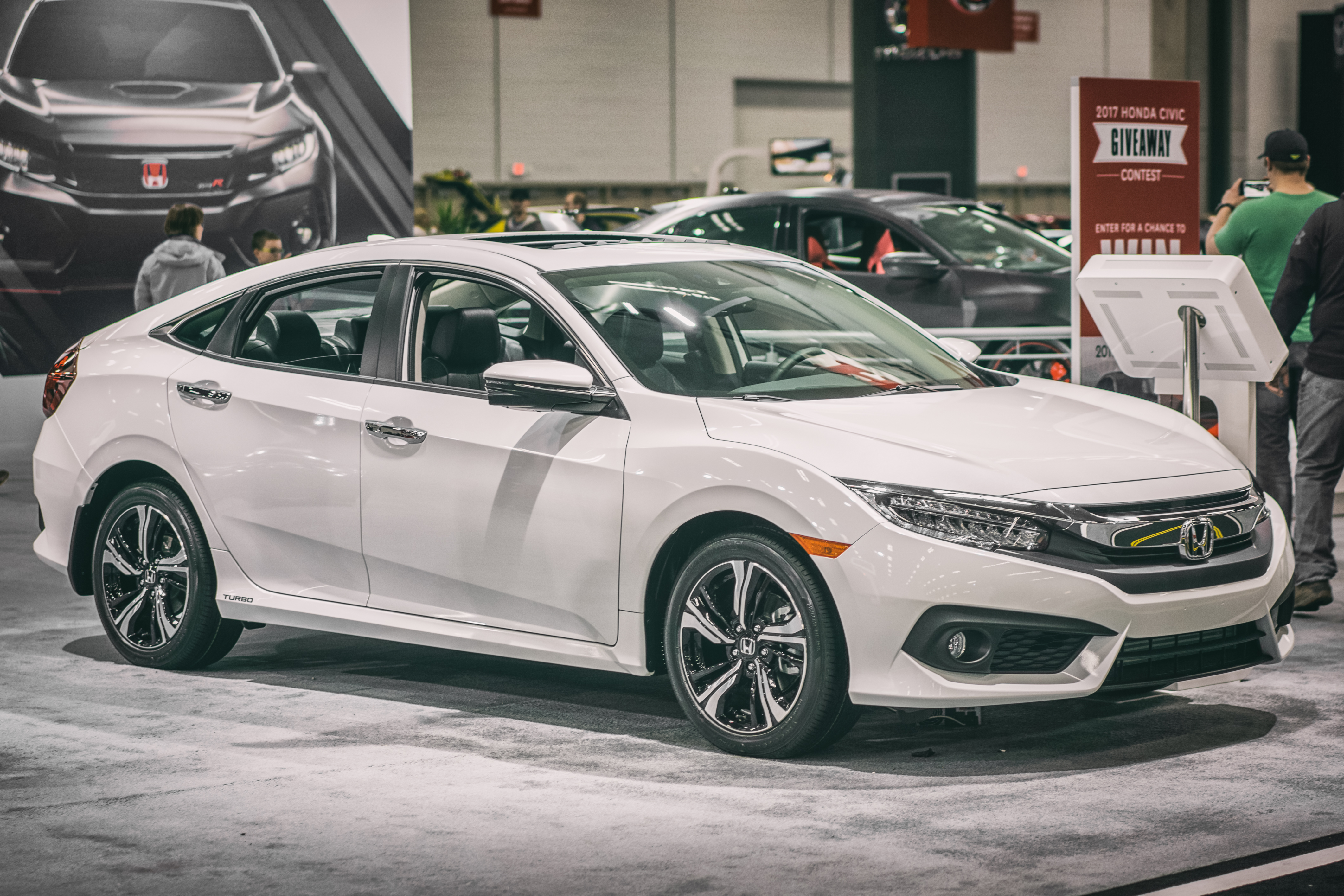
Honda Civic 2017

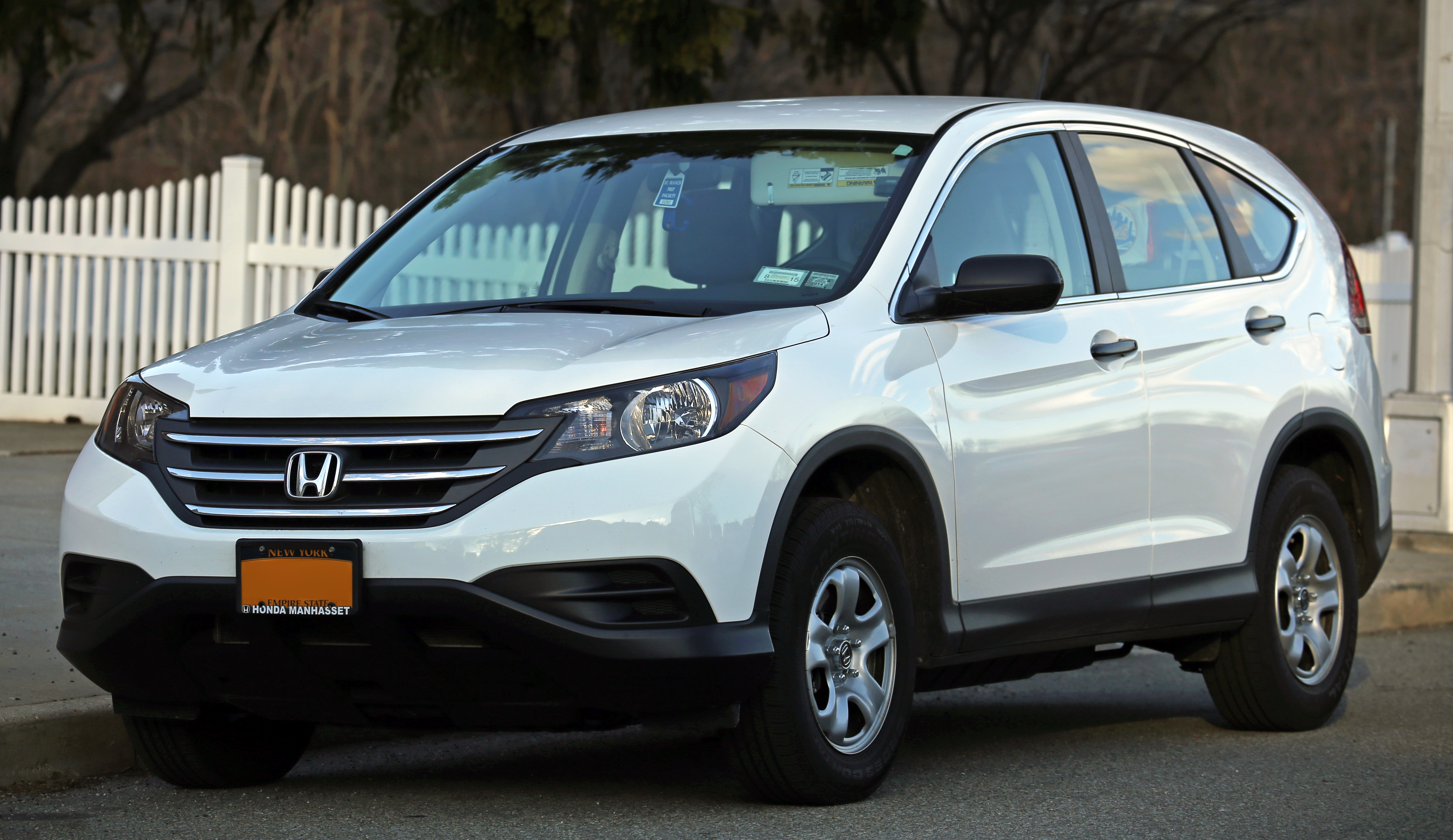
Honda CR-V (2012)

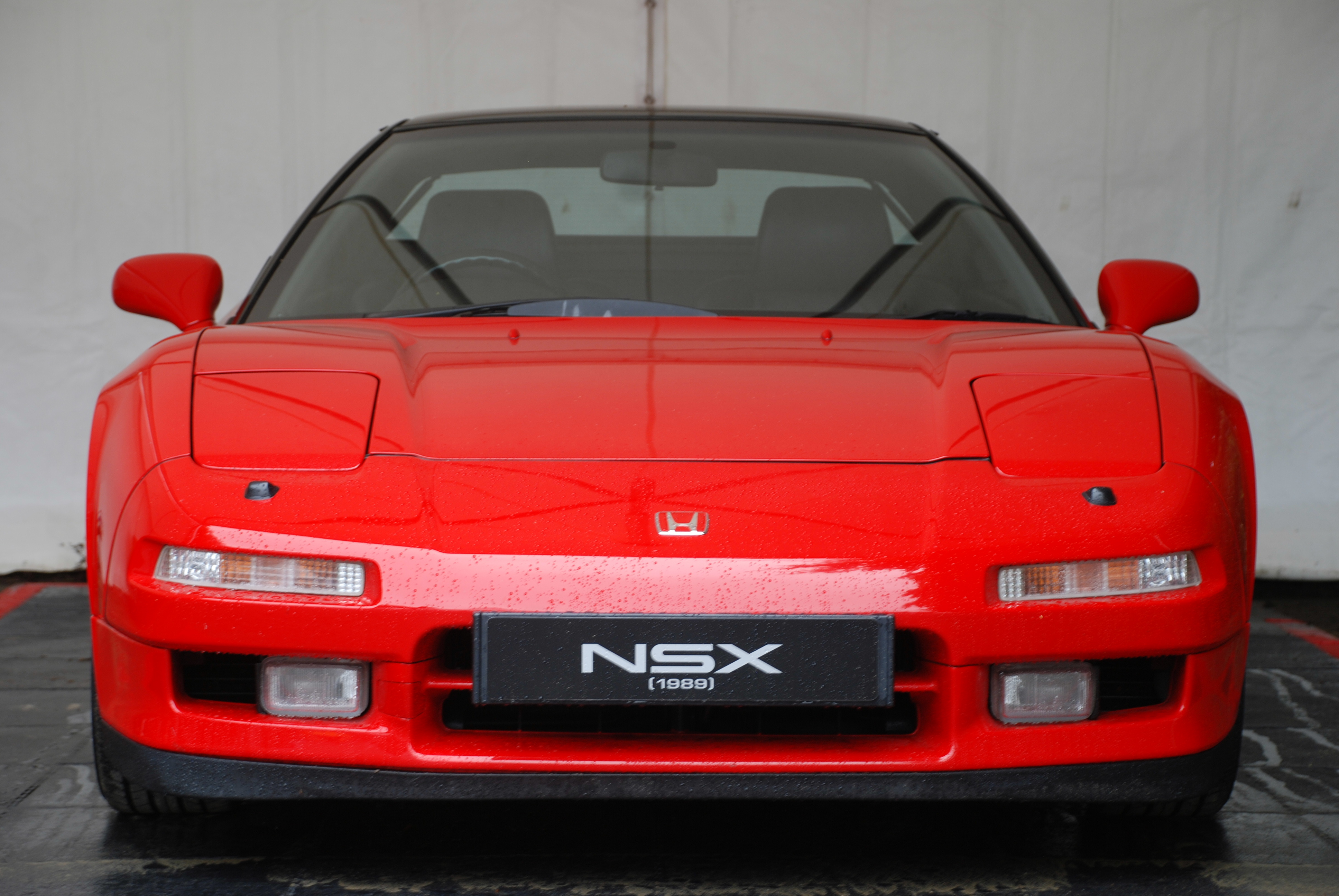
Honda NSX

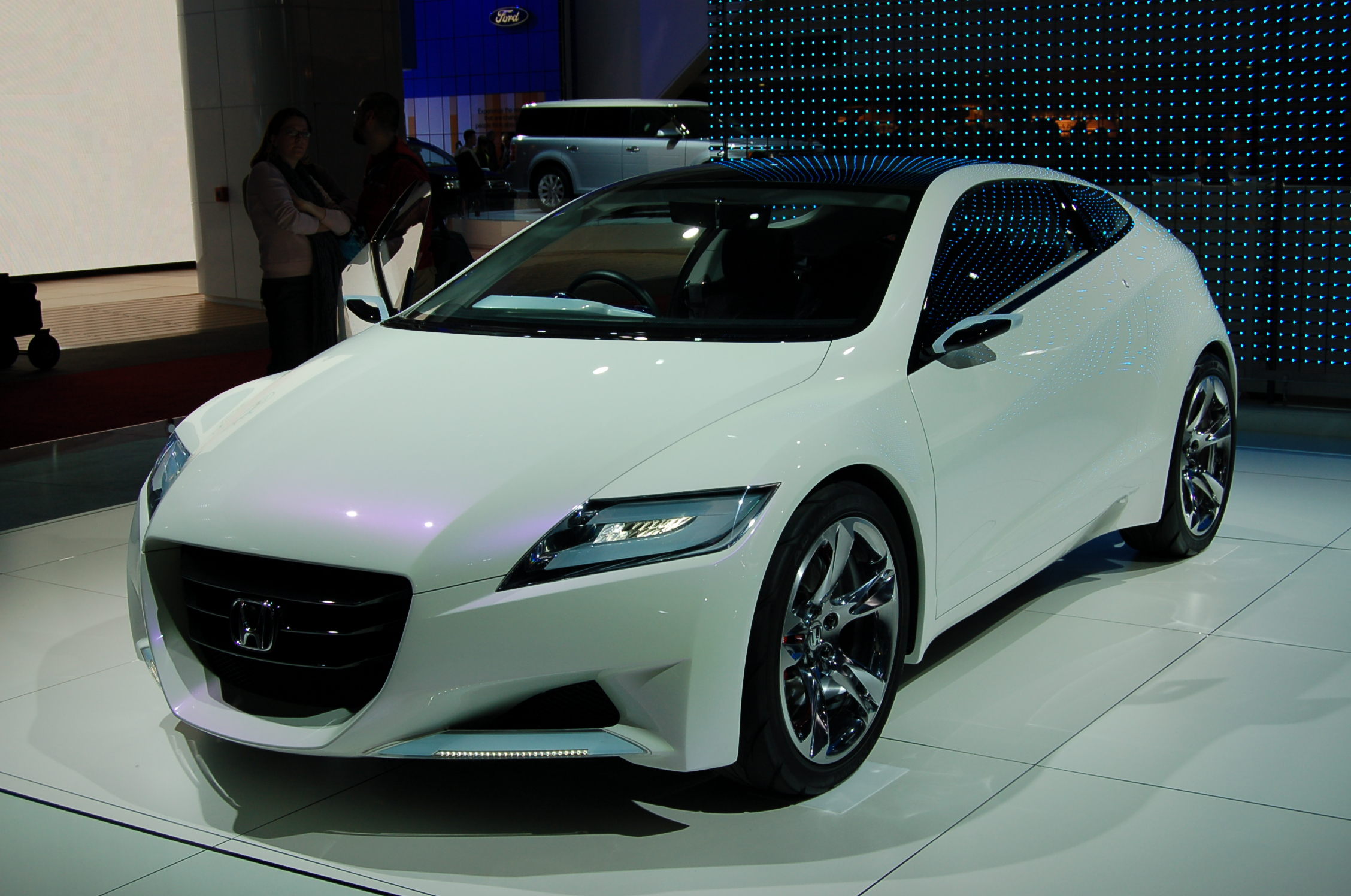
Honda CR-Z Concept

## Modele produkowane obecnie
- Acty
- Amaze
- Accord
- Brio
- BR-V
- Clarity FCV
- City
- Civic
- Crider
- CR-V
- e
- Freed
- Grace
- Hobio
- HR-V
- Insight
- Jade
- Jazz
- Legend
- Mobilio
- NSX
- N-Box
- N-One
- N-WGN
- N-Van
- Odyssey
- Passport
- Pilot
- Ridgeline
- S660
- Shuttle
- StepWGN
- UR-V
- Vamos
- Vezel
- WR-V
- XR-V

## Wycofane z produkcji
- 145 (1972 – 1974)
- 1300 (1969 – 1973)
- Airwave (2005 – 2010)
- Ascot (1989 – 1997)
- Avancier (1999 – 2003)
- Beat (1991 – 1996)
- Capa (1998 – 2002)
- Concerto (1988 – 1994)
- Crossroad (1993 – 1998, 2007 – 2010)
- Crosstour (2010 – 2015)
- CR-X (1983 – 1991)
- CR-X del Sol (1992 – 1997)
- CR-Z (2011 – 2016)
- Domani (1992 – 2004)
- Edix (2004 – 2009)
- Element (2002 – 2011)
- Elysion (2004 – 2013)
- EV Plus (1997 – 1999)
- FCX (2003 – 2014)
- Fit Aria (2002 – 2008)
- Fit EV (2013 – 2015)
- FR-V (2004 – 2009)
- Insight (2000 – 2006, 2009 – 2014)
- Inspire(2000 – 2018)
- Integra (1985 – 2007)
- L700 (1965)
- L800 (1966 – 1967)
- LaGreat (1999 – 2004)
- Life (1971 – 1974, 1997 – 2014)
- Life Dunk (2000 – 2004)
- Life StepvVan (1972 – 1974)
- Life Pick-Up (1973 – 1974)
- Logo (1996 – 2001)
- MDX (2003 – 2006)
- Mobilio Spike (2002 – 2008)
- N360/N400 (1967 – 1970)
- N600 (1969 – 1972)
- Orthia (1996 – 2002)
- Partner (1996 – 2005, 2006 – 2010)
- Passport (1994 – 2002)
- Prelude (1978 – 2001)
- Rafaga (1993 – 1997)
- Quint/Quintet (1980 – 1985)
- S500 (1963 – 1964)
- S600 (1964 – 1966)
- S800 (1966 – 1970)
- S2000 (1999 – 2009)
- S-MX (1996 – 2002)
- Saber (1995 – 2003)
- Spirior (2009 – 2018)
- Stream (2000 – 2014)
- T360 (1963 – 1967)
- T500 (1963 – 1967)
- TN360 (1967 – 1977)
- That’s (2002 – 2007)
- Today (1985 – 1997)
- Torneo (1997 – 2002)
- Zest (2006 – 2012)
- Z (1970 – 1974, 1998 – 2002)

## Pojazdy koncepcyjne
- 3R-C (2010)
- AC-X (2011)
- Argento Vivo (1995)
- ASM (2003)
- Concept B (2014)
- Concept C (2012)
- Concept D (2015)
- Concept M (2013)
- Concept S (2012)
- CR-Z (2007)
- Dualnote (2001)
- EP-X (1991)
- EV (2011)
- EV-N Concept (2009)
- EVX (1993)
- EV-STER (2011)
- FC Sport (2008)
- FCEV Concept (2013)
- FCV (2014)
- FCX (1999, 2005)
- FSR (1993)
- FS-X (1991)
- Fuya-Jo (1999)
- GEAR Concept (2013)
- GRX (2006)
- Hondina (1970)
- HP-X (1984)
- HSC (2003)
- HSV
- IMAS (2003)
- J-MJ (1997)
- J-MW (1997)
- J-MJ (1997)
- J-VX (1997)
- J-WJ (1997)
- Kiwami (2003)
- Micro Commuter (2011)
- Honda Model X (2001)
- MV-99 (1998)
- Neukom (1999)
- NeuV (2017)
- New Small Concept (2009)
- N800 (1965)
- OSM (2008)
- P-NUT Concept (2009)
- Pegasus (2010)
- Project 2&4 (2015)
- Puyo (2007)
- Remix (2006)
- Skydeck (2009)
- SSM (1995)
- S360 (1962)
- S660 (2013)
- Small Hybrid Sports (2007)
- Spirior (2014)
- Sports 4 (2005)
- Sports EV (2017)
- Sprocket (1999)
- Step Bus (2006)
- SUT (2004)
- U3-X (2009)
- Unibox (2001)
- Urban EV (2017)
- Urban SUV Concept (2013)
- Vision XS-1 (2014)
- WOW (2005)
- Zeppelin (2009)